# 三田サクラ
三田 サクラ（みた さくら、1995年4月19日 - ）は、日本のAV女優、元グラビアアイドル。旧芸名は二宮さくら。

## 経歴
- 福島県いわき市生まれ[2]。
- 2016年11月、二宮さくら名義でアイドルグループ・東京イルミナティの結成に参加し、1年間活動する。2017年11月28日に卒業。在籍中よりグラビアアイドル活動を開始。小さなころから興味があり挑戦した[3]。もともと内気な性格でそれを克服したかったのも理由だという[4]。
- 2017年、光文社「FLASH presents 写真集争奪オーディション」で3位[5]、東京スポーツ「ミス東スポ2018」において準グランプリとなった[6]。
- 2018年3月、VR宣伝ユニット・Lovries♡の結成に参加。3月31日 S.U.B Tokyoのライブでデビュー。
- 「ダンスライン♪TOKYO」（2018年5月）にて初舞台[7]。
- 2021年6月30日を以って所属事務所レオーネプロモーションを退所し、芸能活動無期限休止に入った。
- 同年11月2日、三田サクラとしてTwitterを開始し、ファンスタープロモーションへの移籍と2021年12月にMOODYZ専属女優としてデビューすることを報告した[8]。AV転向はグラビアアイドルの表現などをグレードアップしたものがAVだと思ったから[4][9]。
- 2023年11月13日週FANZA通販フロアランキングにて、『同じアパートに住む性欲バグり気味 絶倫モンスター女子×2に 朝から晩まで自宅占拠されてめちゃくちゃSEXした件 浜崎真緒 三田サクラ』（椿鳳院）が初登場5位を記録[10]。
- 2024年5月27日週FANZA通販フロアランキングで出演した『近親NTR 種付け 夫婦交換 三田サクラ 笠木いちか』（h.m.p）が初登場2位を記録[11]。

## 人物
- 趣味はカラオケ、YouTubeを見ること。心霊系など怖い話を好む。首に足を掛けることが出来る[12]。
- 初体験は中学3年生の時で、相手は同級生[9]。
- 中学卒業時で胸はFカップあった[13]。
- AVデビュー作中で行ったセックスは約3年ぶりのものだったという[4]。
- 高校は工業高校。手に職を付けなさいという親の希望による。しかし計算技術検定、情報技術検定のみで国家資格は取っていない[14]。

## 作品

### アダルトビデオ
三田サクラ 名義
- 新人 某スポーツ新聞グランプリ受賞 グラビアアイドル転身AV Debut 三田サクラ（12月7日、MOODYZ）

- 敏感グラドルイキまくりっ! 4本番 三田サクラ（1月4日、MOODYZ）[15]
- ぷるりんIカップ肉感ボディで濃厚ご奉仕 巨乳グラドルのドキドキ初体験ソープ 三田サクラ（2月1日、MOODYZ）
- Iカップ柔乳巨乳で全力アピールしてくる友達のグラドルお姉ちゃんの誘惑に負けちゃった僕。 三田サクラ（3月1日、MOODYZ）
- グラビアアイドルの爆乳に挟んでもらう最高に贅沢なパイズリ 三田サクラ（4月5日、MOODYZ）
- 痴漢に堕ちたグラビアアイドル -羞恥・困惑・望まない絶頂- 三田サクラ（5月3日、MOODYZ）
- グラドルおっぱい独り占め! すっごい柔らか神乳でチ〇ポ包み込みパイズリ回春メンズエステ ぜ～んぶ挟射スペシャル 三田サクラ（6月7日、MOODYZ）
- 発育しきった巨乳生徒に我を失った担任教師が暴走ピストンキメセク潮吹きアクメ ゴミ部屋監禁媚薬漬け 三田サクラ（7月5日、MOODYZ）
- グラビアロケで大嫌いなプロデューサーと相部屋。 絶倫モンスターオヤジに一晩中イカされ続けたワタシ… 三田サクラ（8月2日、MOODYZ）
- 解禁 初めてのナマ中出し 三田サクラ（9月27日、本中）
- 隣のクラスの巨乳J系は噂によると留年しているヤリマンで放課後に言い寄るとヤラせてくれるらしい 三田サクラ（11月15日、グローリークエスト）
- アニキと倦怠期中の義姉さんと二人きり… 持て余したおっぱいを朝から晩まで揉みまくった居候のボク 三田サクラ（12月6日、VENUS）
- 元Iカップグラビアアイドル 三田サクラ初BEST 20本番12時間（12月20日、MOODYZ）※単体ベスト
- 完ナマWIFE07 元グラビアの金欠地味っ子美巨乳妻 さくら（12月27日、MERCURY）

- 円女交際中出しoK18歳 吹奏楽部の隠れ巨乳Iカップ娘 三田サクラ（1月3日、パコパコ団とゆかいな仲間たち/妄想族）
- 巨乳デリヘル 三田サクラ（1月17日、ゲインコーポレーション）
- 中出し露天温泉 スケベ乳輪びんびん乳首のIカップ淫乱ビッチ（2月10日、ま○こ銀行）
- お兄ちゃんをダメにする妹のオッパイ! 妹の爆乳は一見にしかず! セーラー服生中出し! Iカップ98cm サクちゃん（2月14日、チェリーズれぼ/妄想族）
- 美少女戦士セーラーフリージア ～白目失神無限の悪夢地獄～ 三田サクラ（4月14日、GIGA）
- 笑顔が眩しい元グラドルの天然Iカップ美巨乳を乳フェチプレイでたっぷり堪能! Boin「三田サクラ」Box（4月18日、ABC/妄想族）
- 両親の居ない日、僕は妹と精子が枯れるまで1日中ヤリまくった。 三田さくら（4月28日、TMA）
- 同じマンションに住む綺麗なお姉さんのチ●ポに来るおっぱい 三田サクラ（4月28日、h.m.p）
- 人妻の浮気心  三田サクラ（5月2日、人妻援護会/エマニエル）
- 一流体育大学併設 競泳アスリートばかりを狙うスポーツトレーナー整体治療院 14（5月2日、変態紳士倶楽部）
- ヤレる人妻回春マッサージ 35 中出し交渉盗撮（5月2日、変態紳士倶楽部）
- グラビアアイドル枕営業 イベントの裏側 01（5月4日、素人39）
- 三田サクラの爆乳劇場 Icup! 95cm（5月5日、プラネットプラス/マラカス）
- 婚約者に騙され全財産を失い人生崩壊! 地元から逃げ上京してきた無職幸薄田舎娘。Iカップ爆乳を武器に一獲千金を目論むメガネ地味ダサ天然活きアワビ（5月9日、ボニータ/妄想族）
- 泊まり込みのリゾートバイトに行ったら女性だらけで男はボク1人!? しかも巨乳女子が大胆過ぎてビックリ! 宿舎に帰ると毎晩のように夜は酒盛り。そしてセックス! 深夜も昼休みも関係なくセックス! 「ねぇ次は誰とヤる?」なんて次々聞いてくるけど翌日は朝5時起きでレタスの収穫… 体が持たない…!（5月9日、Hunter）
- 常に性交ビキニマッサージ10 10周年記念! Fカップ以上の至極のS級スタイルセラピスト6名 × 8コーナーで癒されつくす! 4時間半ぜ～んぶ撮り下ろしの豪華版超ロングSP編（5月11日、SODクリエイト）
- エロ黒姉さん 三田サクラ（5月12日、MERCURY）
- パイラマ 喉奥と巨乳でイキ狂い 三田サクラ（5月16日、ドグマ）
- アナル丸見え固定バイブまんぐり絶頂我慢チャレンジ! ナンパしたJ系女子が固定バイブ1000秒耐久ミッション! 尻穴ヒクつかせて絶頂したら種付けプレス罰ゲーム（5月16日、はじめ企画）
- 顔出し解禁!! マジックミラー便 一流百貨店に勤務する清楚で品格漂う美容部員さん 初めての公開ディープキス編 vol.06  8人全員SEXスペシャル!! 潤んだ口唇の美容部員さんが舌を激しく絡め合わせる濃厚接吻に思わずオマ○コ本気濡れ! 仕事中にもかかわらずキスまみれのデカチンSEX!!（5月16日、DEEP'S）
- うぶで奥手な女子大生が恥じらいキス魔に大変身!? 「自分からキスしたことないです…」 ずっと受け身だった素人娘が最初っから最後までずうっ～と甘えキス・本気ベロちゅうで馬乗り誘惑! キス1000回以上!! たっぷり舌を絡め涎ダラダラのディープキスで大興奮 そのまま濃密ベロキスセックス!!（5月26日、赤面女子）
- 妻をピザ屋の配達員に寝取らせて快楽を得る変態夫とその快楽に堕ちてしまった淫乱美巨乳妻  三田サクラ（5月30日、マザー）
- スポーツ強豪大学巨乳女マネージャーいじ●動画 告発盗撮動画流出（6月6日、変態紳士倶楽部）
- 魅惑のハプニングバー 三田サクラ（6月12日、MERCURY）
- だれとでも定額挿れ放題! 温泉旅館編 3  定額料金さえ支払えば、温泉旅館のスタッフや女性客、誰でも挿れ放題! 中出しし放題!（6月13日、Hunter）
- 何コレ?! こんなの初めてっ!! 媚薬がたっぷりしみ込んだ布が、第2の皮膚となって全身を覆う常識破りの快感エステ!! 3（6月15日、LEO）
- 限界突破! 媚薬で引き出す最高潮キメセクFUCK 三田サクラ（6月16日、MAXING）
- 一般男女モニタリングAV またがり腰振りヌキまくり!! 大手航空会社対抗! 黒パンストの美脚キャビンアテンダントがズラ～ッと横に並んだチ○ポ10本をガニ股騎乗位で連続早抜きバトル! 負けたらデカチン輪姦3Pで屈辱の大量ザーメン制服ぶっかけ!（6月20日、DEEP'S）
- 侵入者に媚薬まみれのディルドオナニーを強要されイキ狂う女子大生（6月22日、ナチュラルハイ）
- 情報を流出させた配達員の末路 三田サクラ（6月27日、レッド）
- 「そんなに気持ちいいなら、もっとしましょうか?」 延長されるとご奉仕が止まらない!? 地方旅館のヤリすぎ爆乳マッサージ師。なんとか本番したいボクはダメ元で延長。すると最初の事務的な対応とは真逆の濃厚接客に!（7月11日、Hunter）
- 「その性欲全部吸い取る!」と言ってた超ヤリマン女子大生を痙攣する程イカせまくり! 寮内を追いかけ回して中出ししまくり! 新寮生は性欲モンスター! 新しく寮に入寮した男子の性欲が凄すぎて卒業が心配! 授業中でも寮の中でも暇さえあればオナニー三昧! 底無しの性欲で性犯罪者一歩手前! あまりにも心配になった私は同じ寮の超ヤリマンの娘たちに相談すると「えっ、あんな真面目そうな子が?」と半信半疑で「じゃあウチらがその性欲全部吸い取ったげる!」とヤリマンの血が騒いだのか、新寮生の相手をする事に! 彼女たちの凄テクで新寮生をイカせまくって性欲を絞り尽くす寸前までいったのですが、彼の性欲は彼女たちの想像を遥かに超え、覚醒した性欲モンスターの新寮生に痙攣するほどイカされまくって寮の中を追いかけられるハメに…!（7月11日、Hunter）
- この女確信犯!! 常連客が即入れ懇願!! 豹変オイルマッサージ 3（7月13日、LEO）
- 初めての週末不倫温泉 年上の上司と密会し、隠れてキスをして、欲望に溺れ、本能剥き出しで貪り合う濃厚セックス 三田サクラ（7月18日、DEEP'S）
- 巨乳肉達磨 私を性処理玩具にして下さい。 三田サクラ（7月18日、ドグマ）
- はだかの家政婦 全裸家政婦紹介所 三田サクラ（7月20日、プラネットプラス/裸婦趣向）
- 愛の騎士まぼろしマスク 囚われた美肉の試練 三田サクラ（7月28日、GIGA）
- 一般男女モニタリングAV × マジックミラー便コラボ企画 女子アナ志望の美人女子大生が出演! ガニ股ポーズで「潮吹き我慢! 路上リポート」手マン & 電マ責めに耐えて淫語ニュースを最後まで読めたら100万円! チャレンジ失敗でデカチン即ハメ生中出し!!（8月1日、DEEP'S）
- 肛門の臭いを嗅がせて本番誘惑するデカ尻アナル痴女マッサージ 尻穴から漂う性フェロモンで何度も射精させるメンズエステ（8月1日、変態紳士倶楽部）
- 『ダメだってば! 挿れようとしてるでしょ!? 本当に挿っちゃうよ!』 超優しい巨乳過ぎる姉と童貞のボクが素股してたらジュボ!っと生挿入 & 生中出し! 彼女との初エッチに失敗したボクは童貞…。落ち込んでいるボクにいち早く気づいた姉…。「何でも相談して…」と優しい姉が言うもんだから思い切って「エッチの練習がしたい!」と言ったら「流石にエッチまでは…」「でもそれ以外なら恥ずかしいけど私の体を使っていくらでも練習して良いよ!」だから遠慮なく巨乳を鷲揉みするはオマ○コはペロペロ舐めるは! でもいよいよ我慢できなくなり…（8月8日、Hunter）
- 彼女には大き過ぎて入らなかったデカチンをむしろ喜んで受け入れイキまくる淫乱義母! 3（8月8日、Hunter）
- 潜入!! 噂のリンパマッサージ店 17 「裏オプション、いかがなさいますか?」（8月10日、LEO）
- 巨乳女子プロレスラー桜夢（らむ） 痛恨の危険日直撃! 連姦中出しデスマッチ!!（8月10日、ROCKET）
- 絶頂管理リモバイNTR 義父に失禁するほどの遠隔刺激で操られた息子の嫁（8月10日、ナチュラルハイ
- 街で見つけた綺麗な人妻を好き放題種付けSEX（8月10日、コスモス映像）
- 「ゼッタイ感じちゃダメッ!」 固定バイブ生アクメ電話チャレンジ 夫にバレないようイキ我慢! イタズラ性感チェックに耐えたら100万円! 失敗したらガニ股黒パンスト人妻に即ズボ罰ゲーム（8月15日、はじめ企画）
- 『えっ挿っちゃった?』 布越し0.1mmのほぼゼロ距離誘惑してくる美人エステティシャン! お触り厳禁のメンズエステで勃起したらパンティ越しのアソコにチ○コを何度も押し当て偶然を装い誘惑してくる美人エステティシャン! 2  何度も何度も押し当てられているうちに偶然なのかズボッと挿ってしまい…（8月22日、Hunter）
- 「私でよかったら童貞卒業してみる?」 一度の優しさが命取り! 「お願いもうヤメテ! 壊れちゃう!」 絶倫童貞少年が巨乳義母を家中追いかけ回して何度も中出ししまくり!（8月22日、Hunter）
- 顔で抜く!! 顔面ドアップ相互オナニー（8月22日、SEX Agent/妄想族）
- ドギースタイル痴女プレイ 四つん這いでひれ伏す男をいじめ抜く!!（8月22日、SEX Agent/妄想族）
- ウチの嫁は上司の女。妻と寝取り男の関係を利用して幸せになった男のお話 三田サクラ（8月29日、マザー）
- 人間観察モニタリング盗撮 ヌキ無しの健全店に勤めるエステティシャンばかりをナンパして、若年性EDと称して前立腺マッサージしてもらい勃起したデカチン見せつけたら 押しに弱い女子は本番させてくれるか隠し撮り 2（9月5日、変態紳士倶楽部）
- もう挿っちゃってます! 開始0秒で即FUCK! シェアハウスに入居したら巨乳女子大生ばかりで男はボク1人! 毎日、家中いたる所で許可なしSEXされまくり! ヤリまくり! 超エロい巨乳お姉さんたちに囲まれたボクのシェアハウスでの1日の生活を存分にお楽しみ下さい!（9月12日、Hunter）
- ガチナンパ! 賞金かけて姉弟で野球拳! 姉ちゃんでボッキする訳ないっ!と言いつつ弟バッキバキ! ガチ欲情! 近親中出し10発! Vol.2（9月15日、ピーターズ）
- 美乳人妻限定! 乳首こねくり我慢ゲーム大会 ノーブラ透け乳首をず～っとコリコリされ感度が爆上がりした人妻はデカチンを見せつけられて中出しも拒めないのか!? 2（9月19日、はじめ企画）
- デブから始めるステキな日常 ～実写版～ デブの俺がエロをご褒美にダイエットさせられ高身長ギャル達と筆おろしハーレムできた話（9月19日、E-BODY）
- 『えっ意外! 超デカいんだけど!』 超厳しい巨乳女上司2人と酔っ払った勢いで露天風呂に入ることに! お風呂だから当然大きな胸は丸見えで当然フル勃起!しちゃったら当然もろバレ! ヤバい怒られる!と思ったけど「ち○こ大きくない?」と意外にもボクのフル勃起ち○こに興味津々で…（9月26日、Hunter）
- 清純巨乳 × 乳輪痴女 先輩とレズしたい!! ～事務所の先輩と初めてのレズが気持ちよすぎる～ 浜崎真緒 三田サクラ（10月3日、U&K）
- バブバブ淫語でオギャらせパイズリ保育園 三田サクラ（10月10日、BALTAN）
- 欲求不満の若妻が男性エステティシャンに連日キワキワを責められ続け、体が反応してしまい声も我慢できず勃起チ○ポを自ら求めてしまうまでの一部始終。（10月10日、Hunter）
- 過疎化が進む田舎町の女子校にただ一人編入を許されたボク…! 普通ならお近づき出来なそうな発育のいい女子生徒相手に何の努力もせず性欲丸出しの中出しハーレム（10月12日、.WorKs/FALENO TUBE）
- 「君がわが校に新たに赴任してきた新任教師かね?」 変態エロ校長による新任女教師昏睡わいせつ動画 2 三田サクラ（10月17日、カルマ）
- 一般男女モニタリングAV 制限時間60分! W巨乳姉と弟の「童貞筆おろし脱出ゲーム」密着おっぱい挟み撃ちでガッチガチになった弟チ○ポに興奮しちゃったお姉ちゃん2人のチ○ポ奪いあいハーレム3P! 最後は近親相姦ナマ中出し!（10月17日、DEEP'S）
- 僕が会社を辞めない理由 三田サクラ（10月24日、タカラ映像）
- ドM巨乳軟体ヨガ講師 木崎ゆうき（10月24日、豊彦企画）
- 濡れ透け着衣オイルマッサージ（10月24日、SEX Agent/妄想族）
- 緊急アンケート この状況アナタならどうする? 当然触る or そっと布団をかける。目を開けたら胸やお尻がボクの目の前に! 手違いで出張先のホテルで女子社員と相部屋!（10月24日、Hunter）
- 危険! 危険! ボクの目の前には競泳水着が脱げずに困っているムチムチボディ義姉! ボクが脱がそうとすると胸やお尻がはみ出しまくり! 勃起も理性も我慢できず気が付けば義姉に挿入 & 中出しをしてしまい…!?（10月31日、Hunter）
- ナチュラルハイ秋スペシャル 敏感（恥）巨乳痴漢 2023 完全版 10人全員SEX 乳揉み羞恥Ver. 2枚組500分（11月9日、ナチュラルハイ）
- 『お姉ちゃん! もう無理です! 勃ちません!』 2人の真面目なメガネ巨乳義姉と宅飲みしたら巨乳サンド & ダブル杭打ちピストンで何度も中出しさせられちゃいました!（11月14日、Hunter）
- 言葉巧みに催淫オイルと性的なツボを刺激しと～ってもHになっちゃった巨乳娘を弄ぶデカちんマッサージ師の記録 Part.2（11月21日、カルマ）
- 美女の足裏をふやけるまで舐めたい! 三田サクラ（11月23日、RADIX）
- 満員電車で目の前に座るJ○に正面からフニャチン勃起を見せつけたら恥ずかしがりながらも興味津々 他の客がいるのにチ○ポを握ってくれました VOL.1（11月23日、DANDY）
- 本物小学校の先生にガチ依頼! いじめられっ子童貞君にリアル性教育してもらえませんか? 先生のディープキス・授乳手コキ・ま○こくぱぁ鑑賞で包茎ち○ぽがズル剥け勃起! 「自然現象だよ」と優しく受けとめてくれる担任と禁断の筆おろしSEXまで!（11月24日、赤面女子）
- 神級ぷるぷるオッパイ! ヤリモク専用アカウントで男を抜きまくる 【裏垢女子全裸中出しオフ会】（11月28日、Hunter）
- 巨乳はいいけどパワハラが凄い先生に思考BUGシールを使い徹底パイズリ! ●●紋章ばぐしーる（12月1日、ゲッツ!!）
- 巷でウワサの人妻出張感 玄関開けたら透けパン誘惑! むっちり美尻 & たわわ乳の無自覚挑発よわよわ乳首人妻 三田サクラ（12月5日、桃太郎映像出版）
- 同じアパートに住む性欲バグり気味 絶倫モンスター女子×2に 朝から晩まで自宅占拠されてめちゃくちゃSEXした件 浜崎真緒 三田サクラ（12月12日、椿鳳院）
- ぐにぐにズボ! 「あれ… 挿っちゃいました?」 布1ミリの壁を突破! 紙パンツからハミ出た勃起チ○ポをわざと自分の下着に押し当てる2人の巨乳エステ嬢!（12月12日、Hunter）
- 二度と顔も見たくないチャラ男同級生に旦那と一緒の温泉旅行先で絶倫3P巨根でハメまくられてそれでも耐えていた私の妻が絶頂堕ちしたという一部始終です 三田サクラ（12月19日、山と空/妄想族）
- 人妻REC 同じアパートに引っ越して来た人妻の超際どい恰好がドストライクで偶然を装って毎日盗み見していた事が既にモロバレだったらしく… 「君… 私の下着に興味あるんでしょ?」と言いながら最近ご無沙汰でオンナを忘れがちの人妻は自分を見て興奮してくれた年下男子のフル勃起チ○ポを見逃す事が出来ない!! 2（12月22日、h.m.p）
- 知らないうちに家族が増えた! 「初めまして! 私はこれからあなたのお姉さんです」 家族になったばかりの義姉とのセックスは気持ち良すぎた!（12月26日、Hunter）
- BAR不倫【酔いどれ人妻】即ハメSEXドキュメント!! 04（12月26日、ワンすこ/妄想族）
- 素人ヘアヌード大図鑑～巨乳美女Fカップ以上限定編（12月26日、S級素人）

- 素人いじめられたい女子 22 サクラ  中田氏の中出し 車工場の姉ちゃん、車工場の姉ちゅわ～ん、姉ちゃんのカラダ…犯罪だろぉ!（1月11日、プラム）
- 責め経験ほぼゼロ//超うぶ素人娘がM男くんと密室2人きりww「ほら精子出しなよ///でも勝手に出しちゃダメぇ～」敏感すぎるM男に大発情＆ドS痴女覚醒!? 乳首舐め手コキ、顔騎、足コキ、罵倒で小悪魔寸止め//暴発しちゃうMチンに跨り杭打ち騎乗位でエロエロ腰振りエンドレス絶頂!! M男君のキャンタマ枯渇するまで精子搾取連続中出し!! 2（2月9日、赤面女子）
- 寝静まった女を襲う睡眠姦レ●プ映像集 4時間（2月23日、TMA）
- 旦那にナイショで全力SEX!! 酒 × ナンパ × 人妻コンプリート12人（2月24日、ビッグモーカル）
- 人の弱みに付け込んで… 罪な女 三田サクラ（2月27日、レッド）
- まん汁垂れ流し! 吸って震えるクリトリス吸引バイブでクリイキが止まらない! ウーマナイザーオナニー 3（2月27日、グローリークエスト）
- 元彼がまさか家族に… 三田サクラ（2月27日、タカラ映像）
- 陰キャでメガネで隠れ巨乳なボクのカテキョが媚薬と投げ銭でエロライバー堕ち! 今日もキメセク中出しナマ配信中です! 三田サクラ（3月5日、DEEP'S）
- 一夜レズ ～初めてのレズは酒の勢いで～（3月19日、U&K）
- ヤリモク生ナンパ//YSP×DIARY【ヤリ捨てポイinカブキチョー】（3月22日、赤面女子）
- 同じマンションの奥様に声掛けて自宅連れ込み人妻ナンパ 不倫に乾杯（3月22日、h.m.p）
- こわい先輩とまさかの相部屋 巨乳で巨尻な社畜先輩の誰にも言えないストレス発散方法は全身透け透けタイツ痴女 三田サクラ（3月26日、クリスタル映像）
- スーツでお出迎え! セクハラソープの素敵な奥様 本日の出勤:サクラさん 三田サクラ（4月2日、下半身タイガース/妄想族）
- イラマ崩壊ヨガ乳美女（4月23日、豊彦）※「木崎ゆうき」名義
- 人妻の隠れ家 池袋オイルマッサージ治療院 vol.2 ～密室でおこなわれる猥褻治療～（5月12日、MERCURY）
- 顔出し解禁!! マジックミラー便 高級住宅地に住むセレブ人妻のレギンス美尻編 8人全員SEXスペシャル!! 透け! 食い込み! 無自覚に誘惑するピタパン尻を揉みしだき! ハイクラスな奥様のオマ○コにデカチン挿入!!（5月21日、DEEP'S）
- 私… 急いだ事を後悔しています。 6 三田サクラ（5月28日、レッド）
- カメラ目線でチクニーする女子の顔面と勃起乳首を堪能するビデオ（5月28日、SEX Agent/妄想族）
- 航空会社勤務の現職キャビンアテンダントさん女性経験無しのシャイな童貞の悩みを解決してもらえませんか? フル勃起した童貞チ○ポにフライト帰りでムラムラしてるCAさんが赤面発情!?（6月6日、DEEP'S）※配信作品『航空会社勤務の現職キャビンアテンダントさん! 女性経験無しのシャイな童貞の悩みを解決してもらえませんか? フル勃起した童貞チ○ポにフライト帰りでムラムラしてるCAさんが赤面発情!? さくらさん』(ienfh32303)を収録。
- ネトラレーゼ 妻を、幼馴染の親友に寝取られた話 三田サクラ（6月11日、タカラ映像）
- 羞恥洗脳! ハイグレ人間にされちゃった10 ハイグレジム編（6月20日、ROCKET）
- 某地方都市で営業してるAVのプロダクションの面接にやってきた女の子たち（2） 8名収録（6月22日、JUMP）
- カリ首 3センチを責め抜くフェラ手コキ 2（6月25日、SEX Agent/妄想族）
- 近親NTR 種付け 夫婦交換 三田サクラ 笠木いちか（6月28日、h.m.p）
- ノーカット合コン 同じアパートに住む性欲バグり気味絶倫モンスター女子×2と酔った勢いでめちゃくちゃSEXした件 焼肉パーティーで乾杯宅飲みが盛り上がり 王様ゲームで生パコ大乱交ヤッちゃいました 浜崎真緒 三田サクラ（7月9日、椿鳳院）
- 近親夜這いじゃぁ 生中出し 5 (撮り下ろし)（7月11日、プラム）
- 高級美容サロン勤務の美人セラピストさんがお口だけでじゅぼんじゅっぼんバキュームノーハンドフェラ!? 2 上品な一流エステティシャンがお口だけのマッサージww 心を込めてチ○ポをしゃぶり尽くして思わず赤面発情… 総発射15発! 4人全員中出しSP（7月12日、赤面女子）
- アナルのシワの数までハッキリわかる! スティックローター連続絶頂アナル見せオナニー2スティックローター連続絶頂アナル見せオナニー 2（7月25日、アイエナジー）
- ガールズバー生ちん串刺し集団わ○せつ 2 ～非道行為でぶっ壊されたキャスト～（8月9日、ハラスメント）
- 『バレたらマズイ… でも誰か見つけて！※心の声』 公然オナニーを繰り返す性欲モンスター女子にロックオンされてしまった僕は、降伏するまであの手この手で強引に勃起させられ続ける…（8月16日、DOC）
- 本当にあったNTRドキュメント 会社の上司に見られた妻の絶品フェラ尻（8月27日、SCOOP）
- ギャルナンパ 今日、仕事サボりませんか? 03（9月6日、プレステージ）
- 美人ジャーナリスト 知りすぎた女 5 三田サクラ（9月24日、レッド）
- 女子大生にお願いしました。マ●コじゃないからOKでしょ!? あなたのアナル舐めさせてくれませんか? X（9月24日、SCOOP）
- 口内発射 & 超攻撃的な接写フェラ（10月1日、MAX-A）
- 引っ越し先のアパートに住む奥さん達がボインの谷間やデカ尻パンチラで挑発してくるものでデカチン鬼ピストンぶち込んでイッてもイッても腰止まりませ～ん!（10月10日、SWITCH）
- パンチラの誘惑 ♯パンチラ ♯いもうと ♯ゴム無し ♯中出し（10月22日、SCOOP）
- 近所のノーブラ奥さんの誘惑 2枚組357分（10月25日、h.m.p）
- オフィスに出張! セクハラ出来ちゃうオトナの保育士 三田サクラ（11月5日、下半身タイガース/妄想族）
- 超攻撃的なパンスト接写 & 足コキオナニー（11月5日、MAX-A）
- 一般男女モニタリングAV × マジックミラー便コラボ企画 産後の巨乳ママが初めてのパンスト履きっぱなしイキ潮体験! 濡れシミができるほどパンストの中で手マンされ連続イキ漏らしした人妻オマ○コに旦那よりも大きいデカチン挿入で生中出し!!（11月5日、DEEP'S）
- ガチンコ全裸レズバトルリターンズ 6 有岡みう 三田サクラ 七碧のあ 日向ひかげ（11月7日、ROCKET）
- 【G1】SP SUNANGEL ～策略された弱体化! 淫蕩する肉体と正義の心（11月22日、GIGA）
- カメラの前でおしっこする女 5（11月26日、グローリークエスト）
- 有名女優のOFF SHOT SEX SPECIAL 実はこんなプライベートSEXしてました。（12月3日、MAX-A）
- 酔っ払ってガードがユルユルの奥さんのスーツ姿にもう我慢出来ないっ! 3（12月3日、下半身タイガース/妄想族）
- 特別撮り下ろし≪100人乳もみナンパ≫リターンズ! vol.03 もう一度『おっぱいパワーで日本を元気にしよう!!』巨乳女子を呼び出し→再度即揉み→→今度はSEXまで!! 恥じらう赤面素人娘の生おっぱいを揉んで口説いて路上ハメ! 二度目のおっぱい揉みで本番OKしてくれた巨乳女子5人のSEX映像を大公開!!（12月3日、DEEP'S）
- 不倫現場をスマホで盗撮されて マゾペット巨乳人妻家庭教師 ゲス親子のいいなり性玩具に堕ちた奥様先生 三田サクラ（12月24日、熟女はつらいよ/熟女卍）
- 童貞君に優しいナースはマジ天使!! 目の当たりにした経験少な目男子のフル勃起チ〇ポを不憫に思って、癒やしのおっぱい手コキからの筆おろし（12月24日、SCOOP）

- 顔出しMM号 美人妻限定 ザ・マジックミラー 仲良しママ友対抗! 童貞逆ナンパ射精バトル!! 4 出会ったばかりの年下童貞を人妻が恥じらいながらも手コキ・オナホコキ・フェラ! 筆おろし中出し!!（1月7日、DEEP'S）
- キャンプ場全裸放流 ～浮かれた巨乳女を追い剥ぎ野外羞恥～（1月9日、ナチュラルハイ）
- 同窓会で出逢った人妻になっていた初恋の女とラッキーSEXできちゃったもんね!（1月9日、SWITCH）
- ヒワイすぎる裏オプメンエス嬢の悶絶快感エチエチ施術!! 紙パンツを突き破りそうなほどチ○ポを勃起させ! 男を狂わせる超寸止めオイルマッサージ! キ○タマ枯渇するほど精子を搾り取る神業ハンドテク!!（1月10日、赤面女子）
- 【AKNRフェティシズム】 完全着衣 噂の透けおっぱいカフェ 店員が常に透けパイで接客してくれる? 「もし、よろしければ精子も飲んであげますよ」 カフェ店員 三田サクラ（1月23日、AKNR）
- 無愛想な隣人は… デカチンを生でぶち込まれると下品なイキ顔をさらすデカパイ女（1月23日、ナチュラルハイ）
- 男も思わず喘ぐフェラテクの持ち主15名の撮り下ろしフェラチオ180分（2月4日、MAX-A）
- 新撮接写アングル 極-kiwame-中出し騎乗位 腰使いを極めたエロ女子新作150分!（2月4日、MAX-A）
- 一般男女モニタリングAV 同窓会終わりに突撃交渉! 10数年ぶりに再会した同級生男女はラブホテルで1発10万円の連続射精セックスしてしまうのか!? 15 高校時代から気になっていたクラスのマドンナの巨乳とデカ尻にフル勃起した既婚者チ○ポと恥じらいつつもラブホの非日常感に疼いてしまった人妻マ○コが互いの家庭を忘れた秘密の生セックスは1発限りじゃ収まらない!!（2月4日、DEEP'S）
- 身動きとれないキャメルクラッチ中出し 抱えあげエビ反り突きでイキ堕ちる産後ダイエット巨乳妻（2月6日、ナチュラルハイ）
- 「お義父様ここだけはお元気なんですね♡」 夫が近くに居るのに義父とのドキドキ不倫性交に溺れるイケナイ若妻たち（2月6日、SWITCH）
- 巨乳少女羞恥電車 2 発育した胸を変態性癖で汚しまくれ!（2月20日、ナチュラルハイ）
- スケベなカラダに成長した従妹と一緒にお風呂! 勃起した僕のチ〇ポを興味津々で握りしめ♡ 家族に内緒で風呂場でヤッちゃった!（2月20日、SWITCH）
- 非のうちどころのないパーフェクトボディ三田サクラ240分（2月25日、マザー）※単体ベスト
- 一般男女モニタリングAV 顔は旦那/カラダはNTR! 何も知らない夫の目の前で壁穴から顔だけ出した人妻がバレないようにデカチンSEXで連続中出し!（3月4日、DEEP'S）
- 昼下がりの人妻が夫の留守宅でエステサロン始め、近所の男たちの勃起しっぱなしの絶倫チ〇ポに辛抱できず、夫に内緒で挿入して何度もイカされた。（3月6日、SWITCH）
- 一般男女モニタリングAV マジックミラーの向こうには大勢の男性客! むっちり巨乳のアカスリおばさん! 乳首濡れ透けタンクトップ一枚で常連客チ○ポをヌいてくれませんか? すぐ横の男性客たちにバレないようにしごいてしゃぶってザーメン抜きまくり! 一度射精してもすぐに勃起する絶倫チ○ポに発情した子持ちおばさんのエロスむんむん汗まみれ連続中出し交尾!（4月1日、DEEP'S）
- レア映像! イカセ温泉プレゼント中出し（4月10日、ナチュラルハイ）
- 欲求不満の肉体が疼いて我慢できず ヤリマン巨乳妻がマンションの両隣の男達と不倫SEX 夫が長期出張中に乱れまくる 三田サクラ（4月15日、カルマ）
- 同じセリフしか言わないRPGのモブキャラを犯しまくりたい! パート5 天月あず 三田サクラ 愛瀬ゆうり（5月8日、ROCKET）
- エスカレートラバーズ IN THE HOTEL 3（5月8日、SILK LABO）※女性向け作品。配信作品「好き勝手に愛して 東雲怜弥 三田サクラ」を収録。

### アダルトVR
- グラドル彼女の敏感おっぱいを揉みまくり! イキまくり! 三田サクラと同棲生活VR 2SEX長尺150分10射精（9月21日、MOODYZ）
- 天井特化アングルVR ～爆乳 + オイル + SEX～ 三田サクラ（10月26日、KMPVR）
- ボクの家庭教師は地味メガネ巨乳 悪戯したらサド顔でボクの金玉を空っぽにするまで無理やり射精させられた僕 三田サクラ（10月30日、KMPVR-彩-）
- 「このおっぱいに夢中」になって、もう数ヶ月が過ぎます。 三田サクラ（11月20日、KMPVR-彩-）

- 好きだった巨乳同級生とコスプレ風俗で再会!? 性癖バレててオッパイ悶絶プレイ 白衣の天使が小悪魔すぎて2発射! 三田サクラ（1月18日、MAX-A）
- いっぱい舐めてあげるから、シコシコしてね♡（2月17日、KMPVR）
- ずっと見つめながら手コキしてあげる♡（4月2日、KMPVR）
- 一人暮らしを始めた僕の部屋へ通う姉との近親相姦性交（4月28日、TMA）
- 催眠アプリ 爆乳Icup友嫁に俺を痴女らせNTRゴム無し中出しSEX三昧 三田サクラ（6月14日、P-BOX VR）
- 焦らしの天才! 「もうなんでもするからチ○コ触ってぇえっ!!」と男性客を悶絶させるのが趣味の小悪魔痴女ヤリマンエステティシャン 三田サクラ（7月12日、P-BOX VR）
- HQ劇的超高画質 Iカップを見せつけてくる彼女の巨乳姉に誘惑されて 淫語たっぷりにチ●ポを弄ぶ中出しOKのNTR性交 三田サクラ（8月10日、ブイワンVR）
- ブルマ尻スマタサロン（8月18日、AQUA）
- ボクの精子は着床率100%! 中出し専門 孕ませ外来（8月28日、SODクリエイト）
- 生足舐めさせセンズリ鑑賞（9月22日、AQUA）

- 黒パンストOL限定! チ〇ポ踏みつけ屋さん（4月12日、AQUA）
- π春チャイナエステ 三田サクラ（5月24日、AQUA）
- 競泳水着フェティシズム 三田サクラ（6月21日、AQUA）
- パンスト特化! ムレムレ美脚アルティメット ～眺めて踏まれて痴女られたい～ パート1（12月27日、AQUA）

- 服が透けて見えるメガネをしてる僕が机の下でバレないようにシコる（4月25日、AQUA）
- フェラチオ尻観察VR 2（5月9日、AQUA）
- 眼前のチ●ポから目が離せない女達のセンズリ鑑賞VR 4（5月23日、AQUA）

### アダルト配信
- さくら（10月18日、えちえち素人）
- 【Iカップ美巨乳で稼ぐ現役JD】【給料明細 #14】 さくら 22歳 大学4年生 パパ活女子 生々しいリアルP活現場の全貌大公開!! 水着から溢れんばかりに揺れまくる神爆乳!! 超贅沢なパイズリテクも要必見!! 月収平均○○○万!? 愛嬌たっぷりにこやか笑顔と、誰もが唸るエロボディで稼ぎ出す衝撃の給与とは!?（10月29日、SUKEKIYO）
- さくら（12月2日、いんふる）
- 天然I乳の垂涎BODYさくら《ミス●●準GP!? 人気グラドルと禁断イチャラブ性交》セフレに恋するグラドルと休日プールデート…! 水中でぶるんと揺れこぼれそうになるIカップに男性客釘付け!! 悩殺グラビアポーズに勃起必至!! / ホテイン早々揉んで挟んで爆乳堪能…!! 水着のままゴム無しえっち開始→愛と精子を子宮で受止め同時イキ…!! / 授乳手コキ & パイズリに再発射秒読み…!! 窓際SEXに羞恥心、感度ともに爆上がり! 止まらない連続ガチイキ→追撃中出し…!! 【しろうとハメ撮り】さくら（12月7日、MOON FORCE）
- こはる（12月22日、素人参加バラエティ）
- 百戦錬磨のナンパ師のヤリ部屋で、連れ込みSEX隠し撮り 269 さくら 27歳 教習所の事務員 マッチングしたおねーちゃんが爆乳すぎて即持ち帰り! 向こうもやる気満々? 恥ずかしがりつつも胸を露わにして…。揺れまくりのおっぱい&敏感マ●コで連続中イキする様子を隠しカメラでREC!（12月15日、ナンパTV）
- 【愛がいっぱいIカップナースは好きピのためならなんでもシちゃう言いなりドM】「今日エッチしないって言ったじゃん…」でも… 好きピと性欲には抗えない! バレたらヤバイ状況に大興奮≪オモチャ責め × 放置プレイ≫で声を殺して絶頂! ≪目隠し × 首輪 × 手錠≫で感度爆上がり! 拘束されても腰はチ●ポを求めて動いちゃう… 超絶景美巨乳バンザイ騎乗位! なし崩し無責任中出し & ぶっかけも好きピのためなら… いいよね! 【あまちゅあハメREC＃ちなつ＃看護師】（12月20日、MOON FORCE）

- 【Iカップ小学校教諭】【浮気の仕返しAV出演】先生、今日は女になります… ネットでAV応募→AV体験撮影 1924 サクラ 25歳 小学校教諭（1月7日、シロウトTV）
- さくら (hmdnc550)（1月14日、ハメドリネットワークSecondEdition）
- 【天然巨乳のスケベ娘】Iカップの淫乱娘とハメ撮りエンジョイ! 彼氏が居てもお構いナシでセックスしちゃうヤリマン登場! エッチに甘えて男を誘惑♪ ねっとりクンニに大興奮! お返しフェラ & パイズリで射精寸前w連続中出しからのコスチェンで3連続の濃密セックス!! ＜エロい娘限定ヤリマン数珠つなぎ!! ～あなたよりエロい女性を紹介してください～ 117発目＞ さくら 25歳 メンズエステ店員（1月20日、街角シロウトナンパ）
- さくら（3月5日、ION イイ女を寝取りたい）
- さくら (ckj363)（3月12日、ちちくりジョニー）
- 【Hカップ爆乳OLオトナ解禁SP!!】【爆乳!! 従順!! 明るいドスケベ!!】【コスパ & ホスピタリティ最強のエチムチ美女とマッチング!!】積極P活娘はまさかの軽エロ専!! そこを打破せよ!! キモオジ!! ばんばん攻めて即濡れ雑魚まん発覚で… あとはスキモノ同士の貪りP活の始まり始まり!! サクちゃん 22歳 / Hカップの爆乳OL!! オトナ解禁で存分に楽しむ淫乱美女爆振3搾精!!（4月14日、プレステージプレミアム）
- MITA（4月20日、素人ホイホイSH）
- さくら（5月1日、素人ペイペイ）
- 【特級Iカップ巨乳OL】【成績No.1の営業の秘訣はズバリ… マクラ!?】【試供品はこのグラマラスえちょなボディ】【どこでも塗れて濡れる雑魚まん!!】リアル生エロスタイルのグラドル級絶品美爆乳ヤリマン!! 体当たりマクラ営業で生チン契約2搾精!! ヤリマンGP / 020 美田さん / 26歳 / えちえち爆乳美女OL!! 売上No.1の理由は… カラダをつかって体当たりマクラ営業 (濃厚!!)（5月3日、プレステージプレミアム）
- マジ軟派、初撮。1909  さくら 24歳 派遣会社の事務員  胸元ばっくり! おっぱいに自信あるのがまるわかりな爆乳お姉さんをナンパ! 恥ずかしがってたのは最初だけ! 隠しきれないスケベっぷりはまんまと見破られ、膣奥突かれながら乳首クリクリされてヒイヒイ喘ぐ!（5月5日、ナンパTV）
- S.M（5月15日、素人ホイホイLOVER）
- さくらちゃん (oreco317)（5月17日、俺の素人-Z-）
- 【巨乳密着マッサージ編】常に性交ビキニマッサージ 10 10周年記念! Fカップ以上の至極のS級スタイルセラピストに癒されつくす! 三田サクラ（5月17日、SODクリエイト）
- 万引き美少女 さくら（5月23日、パコられ美少女）
- 双葉（6月7日、ハメドリネットワークSecondEdition）
- 好き勝手に愛して 東雲怜弥 三田サクラ（6月21日、SILK LABO）※女性向け作品。
- さくら（6月30日、E★素人DX）
- たわわな衝動 保志健斗 三田サクラ（7月19日、SILK LABO）※女性向け作品。
- さくら (fan175)（7月23日、五反田マングース）
- Sちゃん（7月28日、SNIPER）
- さくら（8月4日、日本エロ党大学）
- さくら 2（8月13日、五反田マングース）
- さくら 3（9月3日、五反田マングース）
- しおり (endx443)（9月8日、E★ナンパDX）
- ふにゃふにゃIカップちゃん（9月15日、ION 乳屋ばぞ～ん）
- さくら 4（9月24日、五反田マングース）
- サクラさん (stbs011)（10月11日、セックスサセテナブルズ）
- さくら (scute1421)（10月28日、S-Cute）
- さくら 5（10月29日、五反田マングース）
- 三田先生 (oreco516)（11月12日、俺の素人-Z-）
- あんぽん（11月15日、素人ホイホイpower）
- ラグジュTV 1750 美郷 29歳 ウェディングプランナー  乱れるG乳! 玩具で痙攣潮吹き! 婚約破棄されたウェディングプランナーの性欲が弾ける!（12月27日、ラグジュTV）

- さくら (ad122)（1月12日、アイドリ）
- さき（1月19日、街録裏垢ch）
- 元ミス東●ポ【ガチ芸能人】Iカップ爆乳グラドルの裏映像※限定配信（1月19日、インディ）
- 家まで送ってイイですか? case.240 島さん / 28歳 / ガールズバー店員  【おっぱい食い込むIカップ】殿公認! オカズにされまくった東○ポ準グランプリグラドル⇒巻頭グラビア! TVも出演?! メディア制した売れっ子ボディ ⇒ Iカップにニップレス… 全裸より恥ずかしい姿に⇒こんなグラドルはイヤだ! ヤバすぎるグラドル業界SEX事情⇒こんなグラドルはイヤだ! 「髪の毛掴んでめちゃくちゃに●●て下さい」（2月2日、ドキュメンTV）
- サクラちゃん (oreco591)（2月3日、俺の素人-Z-）
- 指圧・乳圧もみほぐし! 【驚異のIカップがゆっさゆさな五反田のマッサージ師】愛嬌GOOD! スタイルGOOD! 性欲もGOOD! 敏感すぎる爆乳振り乱しイキまくる! さくらちゃん 24歳 マッサージ師（2月15日、プレステージプレミアム）
- 【元グラドルの人妻】【爆乳Iカップ】【中出し懇願】元グラドルの爆乳妻は旦那の粗チンじゃ満足出来ない！夢のデカ●ンと本気ナマ交尾で旦那の届かない膣奥最深部を貫かれ大絶頂!! 【男の夢! 最強デカパイで必殺乳圧パイズリ】【早漏おま●こを大好きな玩具で弄られ爆潮噴射!】【アラサーちゃん。29人目 伊藤さん】（3月11日、Jackson）
- 驚愕の巨乳! 大きすぎて服の縦縞が不思議なだまし絵にも見える酒豪Iカップ美人! さくら（3月18日、ゲスヤミ）
- サクラ (oreco649)（3月19日、俺の素人-Z-）
- 【乱交】隣で別の女とヤッていてもつい手が伸びちゃう魅惑のIカップさくら&眠らされていても潮噴きで応えてくれるFカップ美女あや【さくら & あや】（3月23日、ゲスヤミ）
- トラックめるめるちゃん（4月12日、女ひとり、一人飲み。）
- 航空会社勤務の現職キャビンアテンダントさん! 女性経験無しのシャイな童貞の悩みを解決してもらえませんか? フル勃起した童貞チ○ポにフライト帰りでムラムラしてるCAさんが赤面発情!? さくらさん（4月15日、DEEP'S）
- さくらちゃん（6月3日、ハメプラ!）
- さくらchan（6月4日、素人まっちんぐ）
- さくらさん (oreco763)（7月6日、俺の素人-Z-）
- サクちゃん（7月20日、れいわしろうと）
- SAKURA (oremo220)（8月1日、俺の素人-Z-）
- リカ & サクラ（8月4日、素人ムクムク-ハーレム-）
- さくら（8月14日、素人ムクムク-人妻-）
- SAKURA（8月20日、素人ムクムク-クスリ-）
- 有名グラドルが衝撃出演! 過去最大級のデカパイを持つ超絶美女!? Iカップの巨乳を揺らしてガチハメする汗だくセックスは超必見!! ゆい（8月23日、独占ちゃん）
- 美田さん（8月31日、れいわしろうと）
- さくら (pwife1060)（9月1日、P-WIFE）
- サクラchan（9月3日、素人まっちんぐ）
- さくら 2 (pwife1066)（10月1日、P-WIFE）
- お前だけの俺 東雲怜弥 三田サクラ（10月18日、BOTAN）※女性向け作品。
- さくら 3 (pwife1075)（11月1日、P-WIFE）

- さくら 4 (pwife1090)（1月1日、P-WIFE）

### 写真集
二宮さくら 名義
- Love me do!（2019年2月22日、游学社、撮影：KEN SATO）ISBN 978-4-904827-55-0

### イメージビデオ
二宮さくら 名義
- ミルキー・グラマー（2016年12月24日、竹書房）
- サクラ記念日（2017年3月3日、グラビジョン）
- サクラドロップ（2017年5月26日、スパイスビジュアル）
- Secret Lover シークレットラバー（2017年7月28日、シャイニングスターエンターテイメント）
- さくらんぼ（2017年9月20日、ラインコミュニケーションズ）
- さくらの恋心（2017年12月22日、笑夢）
- めろめろ～ん（2018年3月25日、エアーコントロール）
- 僕の知らない…さくら（2018年7月26日、M.B.D. メディアブランド）
- あなたしか見えない（2019年11月16日、サウスキャット）
- 癒しのくちびる（2021年6月23日、ブレイン）

三田サクラ 名義
- Sakura 静かな湖畔の恋物語（2023年2月2日、REbecca）

### デジタル写真集
二宮さくら 名義
- グラビア学園 二宮さくら 童貞を殺すセーター（6月2日、グラビア学園）
- グラビア学園 二宮さくら 私服チラリ（6月2日、グラビア学園）
- グラビア学園 二宮さくら 短いんですけどぉ（6月2日、グラビア学園）
- グラビア学園 二宮さくら 自撮り写真集01（6月16日、グラビア学園）
- 僕の可愛い従順メイド 二宮さくら（6月30日、アイロゴス）
- 妹はNOと言えない 二宮さくら（7月14日、アイロゴス）
- 早熟な彼女 二宮さくら（7月14日、アイロゴス）
- 健気な妹 お兄ちゃんに猛アタック 二宮さくら（11月10日、アイロゴス）
- さくらんぼ 二宮さくら（11月24日、ラインコミュニケーションズ）

- ラブポップグラビア 二宮さくら Vol.01（4月16日、PAD）
- ラブポップグラビア 二宮さくら Vol.02（5月14日、PAD）
- ラブポップグラビア 二宮さくら Vol.03（5月21日、PAD）

- 癒しのくちびる 二宮さくら（11月11日、DEC inc）

- 激撮 二宮さくら写真集 乱れ咲き（4月21日、PAD）

三田サクラ 名義
- 今日もたくさん… 三田サクラ（12月11日、サークルチェンジ、撮影：田畑竜三郎）

- 三田さん当たってます 三田サクラ（1月17日、サークルチェンジ、撮影：田畑竜三郎）
- 先生とナニしたいの? 三田サクラ（4月15日、サークルチェンジ、撮影：田畑竜三郎）
- 放課後の三田さん 三田サクラ（5月15日、サークルチェンジ、撮影：田畑竜三郎）
- 取引先の上司に誘われて 三田サクラ（6月15日、サークルチェンジ、撮影：田畑竜三郎）
- DokkiriQueen 三田サクラ（7月18日、シーガル）
- DokkiriQueen 三田サクラ B（10月22日、シーガル）

## 出演

### 舞台
- アリスインプロジェクト「ダンスライン♪TOKYO[16]」（2018年5月9日 - 13日、六行会ホール）- 光組 広田マリアンヌ 役
- GIGA スーパーヒロインライブ Vol.22（2024年10月5日、東京・from scratch）- サンエンジェル/セーラーフリージア 役[17]
- GIGA30周年スーパーヒロインライブ2Days（2025年6月29日、東京・from scratch）- サンエンジェル/セーラーフリージア 役[18]